# Серджо Червато
Серджо Червато (італ. Sergio Cervato; 22 березня 1929, Карміньяно-ді-Брента — 9 жовтня 2005, Флоренція) — колишній італійський футболіст, захисник. По завершенні ігрової кар'єри — футбольний тренер.
Як гравець насамперед відомий виступами за клуб «Фіорентина», а також національну збірну Італії.

## Клубна кар'єра
Вихованець юнацьких команд футбольних клубів «Томболо» та «Больцано».
У дорослому футболі дебютував 1948 року виступами за команду клубу «Фіорентина», в якій провів одинадцять сезонів, взявши участь у 316 матчах чемпіонату. Більшість часу, проведеного у складі «Фіорентини», був основним гравцем захисту команди.
Протягом 1959—1961 років захищав кольори команди клубу «Ювентус».
Завершив професійну ігрову кар'єру у клубі СПАЛ, за команду якого виступав протягом 1961—1965 років.

## Виступи за збірну
1951 року дебютував в офіційних матчах у складі національної збірної Італії. Протягом кар'єри у національній команді, яка тривала 10 років, провів у формі головної команди країни 28 матчів, забивши 4 голи. У складі збірної був учасником чемпіонату світу 1954 року у Швейцарії.

## Кар'єра тренера
Розпочав тренерську кар'єру невдовзі по завершенні кар'єри гравця, 1966 року, очоливши тренерський штаб клубу «Пескара».
В подальшому очолював команду клубу «Трані».
Останнім місцем тренерської роботи був клуб «Емполі», команду якого Серджо Червато очолював як головний тренер до 1970 року.

## Титули і досягнення
- Чемпіон Італії (3):

«Фіорентіна»: 1955–56
«Ювентус»: 1959–60, 1960–61
- Володар Кубка Італії (2):

«Ювентус»: 1958–59, 1959–60